# Грицань, Владимир Васильевич
Владимир Васильевич Грицань  (20 декабря 1937, Сочи — 2 июля 2009) — депутат Государственной думы России I созыва.

## Краткая биография
Родился 20 декабря 1937 года в Сочи, русский. Окончив Суворовскую школу, поступил в Краснодарское суворовское училище. Служил офицером на Сахалине, Урале и в Прибалтике.
Окончил Всесоюзный юридический институт. С 1965 года работал военным следователем (расследовал свыше 400 уголовных дел), заместителем начальника Следственного управления Уральского военного округа. После увольнения из армии поселился в Краснодаре, работал заведующим юридическим центром Кубанского союза крестьянских хозяйств и сельхозкооперативов (АККОР) и председателем Краснодарского краевого общественного фонда противодействия организованной преступности и коррупции «Антимафия». В 1988 году вышел из КПСС и органов прокуратуры, стал адвокатом.
В период с 1993 по 1995 год был депутатом Госдумы от избирательного объединения «Выбор России» (выборы в одномандатном округе № 43 проиграл, прошёл по списку), входил в одноимённую фракцию. Работал в составе комитетов по законодательству и судебно-правовой реформе и по аграрным вопросам. В марте 1994 года член инициативной группы по созданию партии Демократический выбор России (ДВР).
Скончался 2 июля 2009 года.